# Ісаєв Петро Семенович
Петро Семенович Ісаєв (у фольклорі — Петька; 8 (20) квітня 1890 — 5 вересня 1919) — учасник Першої світової та Громадянської воєн, порученець Василя Чапаєва. До моменту загибелі був командиром батальйону зв'язку (за документами Музею В. І. Чапаєва в селі Чапаєв Західно-Казахстанської області).
Завдяки яскравому образу Петьки у фільмі «Чапаєв» став героєм численних анекдотів про Петьку, Василя Івановича та Анку-кулеметницю.

## Біографія
За одними даними народився 8 (20) квітня (або 8 (20) червня) 1890, за іншими версіями — 1894. Місце народження — село Корніївка, нині Краснопартизанського району Саратовської області (це підтверджують документи з Будинку-музею В. І. Чапаєва в місті Пугачов Саратовської області). У лютому 1918 р. одружився з Ганною Голдиревою.
На Першій світовій війні — старший унтер-офіцер музикантської команди, після поранення повернувся додому.
Навесні 1918 року організував у Корніївці загін для придушення антибільшовицького повстання, потім у селі Семенівка вперше зустрівся з Чапаєвим. Незабаром став командиром ескадрону у Чапаєва, восени призначений начальником зв'язку 1-ї бригади чапаєвської дивізії. Потім разом із Чапаєвим перейшов у 2-гу Миколаївську дивізію, де був командиром батальйону зв'язку, помічником начальника зв'язку.
Після повернення Чапаєва з Москви в лютому 1919 року — ординарець начдива.
За затримання білого шпигуна з цінними відомостями нагороджений іменним браунінгом із написом «Петру Ісаєву за відвагу від уральських чекістів». 

### Версії загибелі
Існує кілька версій обставин його смерті.
За основною він загинув (або застрелився ) 5 вересня 1919 року в бою під час нападу козаків на станицю Лбищенська, де розміщувався штаб 25-ї стрілецької дивізії.
Згідно з версією, викладеною в романі Фурманова «Чапаєв» і потім відображеною в однойменному фільмі, після того, як пораненого Чапаєва почали переправляти через річку, Петька залишився на березі, відстрілювався до останнього патрона, а останню кулю впустив у себе; козаки понівечили його тіло.
За словами його онука, у тому бою був смертельно поранений і разом із Чапаєвим похований у безіменній могилі. 
Є версія, що він наклав на себе руки через місяць після бою, не знайшовши тіла загиблого командира , або за рік, на поминках за Чапаєвим , або помер від ран у себе вдома за два тижні після виходу з госпіталю .
Версія, нібито він застрелився 5 вересня 1920 р. після пиятики, яку влаштували чапаєвці в Лбищенську на річницю загибелі Чапаєва, неправдоподібна, оскільки в цей час Чапаєвська дивізія воювала на польському фронті. Відома його могила на кладовищі в селі Кундрави Чебаркульського району Челябінської області, на якій силами селян було поставлено мармуровий обеліск .